# SAVA Cosmos
Le SAVA Cosmos était un fourgon de grandes dimensions fabriqué par le constructeur espagnol SAVA, repris par le groupe ENASA en mai 1966. Le véhicule sera d'abord commercialisé comme SAVA 5741/5744, devenue la branche utilitaires du groupe Pegaso - ENASA puis également sous la marque Pegaso Cosmos. La production a été arrêtée en 1989. 
Ce modèle n'était pas dérivé d'un modèle britannique Morris, comme les précédents, mais étudié en interne depuis la reprise du constructeur par le groupe public ENASA.

## Histoire

### Contexte
Jusqu'en 1954, l'Espagne ne comptait aucun constructeur spécialisé dans la production de véhicules utilitaires. C'est en 1954 qu'une petite entreprise s'est créée, IMOSA, pour produire sous licence DKW les premières fourgonnettes DKW F89L. Quelques années plus tard, Citroën Hispania sera créée et assemblera la 2CV AZU fourgonnette, SAVA et Fadisa qui fabriquera sous licence Alfa Romeo les fameuses fourgonnettes Fadisa Romeo. 
La société SAVA, implantée à Valladolid, après un premier essai au succès limité avec le modèle FADA P-54 à trois roues, va poursuivre son activité avec un modèle plus affiné, notamment avec le SAVA P-54 dont les lignes de la nouvelle cabine avaient été étudiées en interne. En 1960, SAVA conclut un accord de coopération avec British Motor Corp. - BMC qui entre au capital de SAVA à hauteur de 8% en échange de la licence permettant de fabriquer les camions SAVA-Austin Série S à moteur Barreiros et BMC qui seront commercialisés sous les marques SAVA, SAVA-Austin ou SAVA-BMC.
En 1968, le groupe public ENASA devient le propriétaire de SAVA avec 82 % du capital. La marque "SAVA" est maintenue mais certains modèles sont aussi commercialisés sous la marque Pegaso ou SAVA-Pegaso, comme ce fut le cas pour le Cosmos.

## Le SAVA 5721 / 5741 / 5744 "Cosmos"
La présentation officielle du nouveau fourgon SAVA Cosmos a eu lieu en 1972.
Le véhicule repose sur un châssis traditionnel en acier composé de profilés en U. La carrosserie est directement soudée sur le châssis. Le moteur diesel SAVA (licence BMC), placé longitudinalement à l'avant, est un 4 cylindres de 3,8 litres développe 76 ch SAE.  
Le "Cosmos" n'a été commercialisé qu'en version tôlée fermée avec plusieurs aménagements disponibles, toit normal ou surélevé. Une version particulière a été livrée aux entreprises spécialisées pour la version pompiers à partir de 1973.
Le "Cosmos" a été un véhicule apprécié par ses utilisateurs. Il se distinguait par son grand parebrise plat quasiment vertical. Après le rachat du groupe Pegaso ENASA par IVECO en 1990, c'est l'Daily qui a succédé au Cosmos sur les lignes de l'usine de Valladolid.
Il y peu de littérature sur le Cosmos, seule la fiche technique tirée d'une brochure Pegaso permet de connaître ses caractéristiques.